# 1915 v hudbě
Na této stránce naleznete seznam událostí souvisejících s hudbou, které proběhly roku 1915.

## Narození
- 29. března – George Chisholm, britský jazzový pozounista († 6. prosince 1997)
- 7. dubna – Billie Holiday, americká jazzová zpěvačka († 17. července 1959)
- 1. června – Bart Howard, americký hudební skladatel, autor jazzového standardu „Fly Me to the Moon“ († 21. února 2004)
- 9. června – Les Paul, americký jazzový kytarista († 13. srpna 2009)
- 23. července – Emmett Berry, americký jazzový trumpetista († 22. června 1993)
- 14. srpna – Inka Zemánková, česká zpěvačka († 23. května 2000)
- 3. září – Memphis Slim, americký bluesový hudebník († 24. února 1988)
- 23. září – Julius Baker, americký flétnista († 6. srpna 2003)
- 10. října – Harry Edison, americký jazzový trumpetista († 27. července 1999)
- 15. října – Zdeněk Tomáš, český dirigent († 29. října 1999)
- 14. listopadu – Billy Bauer, americký jazzový kytarista († 16. června 2005)
- 12. prosince – Frank Sinatra, americký zpěvák († 14. května 1998)
- 19. prosince – Édith Piaf, francouzská zpěvačka († 11. října 1963)
- 25. prosince – Pete Rugolo, americký skladatel a aranžér jazzové hudby († 16. října 2011)

## Úmrtí
- 1. dubna – Johann Josef Abert, německý hudební skladatel, dirigent a kontrabasista (* 20. září 1832)
- 7. května – Eduard Bartoníček, český hudební skladatel (* 31. srpna 1855)
- 29. září - Rudolf (Rudi) Stephan, německý hudební skladatel